# Montanhas Hudson

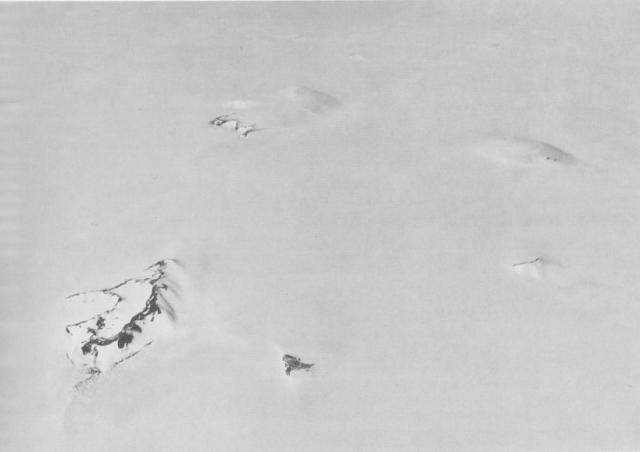
Vista aérea das montanhas Hudson

As montanhas Hudson são um grupo de montes e nunataks aparentes sobre o manto de gelo espalhados pela Terra de Ellsworth na Antártida. Localizam-se a leste da Baía de Cranton e ao extremo leste do Mar de Amundsen.
Foram descobertos por membros do Serviço Antártico dos Estados Unidos durante voos da operação Highjump em fevereiro de 1940 e mapeados pelo Serviço Geológico dos Estados Unidos em 1946. O nome destas montanhas é uma homenagem ao capitão William L. Hudson, comandante do Peacock que esteve na área já em 1839.
Dados colhidos por satélites sugerem que houve uma erupção em um dos nunataks em 1985.